# Gerard Beemster
Gerardus (Gerard) Beemster (Wieringerwerf, 1954) is een Nederlands dirigent.

## Jeugd en studie
Beemster werd geboren in Wieringerwerf. Zijn vader Nic Beemster was kerkmusicus en koordirigent in de Christoforuskerk in Schagen. Zo kreeg hij de kerkmuziek ‘met de paplepel’ ingegoten.  
Beemster studeerde koordirectie aan het Nederlands Instituut voor Kerkmuziek in Utrecht waar hij directielessen kreeg van Reinier Wakelkamp. Daarnaast studeerde hij orgel bij Kees de Wijs en piano bij Rinus Groot. Deze studies werden alle drie succesvol afgesloten. Later – vanaf 1982 – volgde hij de opleiding solozang, eerst o.l.v. Maartje Kliffen, later o.l.v. Maja Schermerhorn aan het Conservatorium Alkmaar. Heel belangrijk voor zijn ontwikkeling als zanger en musicus waren zijn post-academiale lessen bij de befaamde bariton Bernard Kruysen. Na zijn benoeming aan Kathedrale Koor & Koorschool Utrecht volgde hij nog een specialisatiecursus kinderkoordirectie aan het Koninklijk Conservatorium in Den Haag.

## Loopbaan
Beemster was na zijn opleiding twaalf jaar lang actief in Schagen, waar hij zijn vader Nic Beemster na diens vroegtijdig overlijden opvolgde als kerkmusicus aan de Christoforuskerk in Schagen, en werkzaam was als piano- & zangdocent, zanger en koordirigent. Zo maakte hij in die jaren enige tijd deel uit van de Capella Figuralis o.l.v. Jos van Veldhoven. Hij werd in 1989 benoemd tot dirigent van het Kathedrale Koor Utrecht in de Sint-Catharinakathedraal en als de muziekmeester van Kathedrale Koorschool. In die hoedanigheid was hij actief in zowel het binnen als het buitenland. Naast de veelvuldige liturgische activiteiten in de Utrechtse kathedraal waren er in het oog springende activiteiten met de koorschoolleerlingen bij De Nederlandse Opera en het Muziekcentrum van de Omroep. Beemster heeft als dirigent meegewerkt aan diverse CD-producties, waarbij de herintroductie en opnames van Hendrik Andriessen’s Veertien Stonden met name genoemd mag worden.
In 2015 legde Beemster zijn specifieke opleidingstaken aan de Kathedrale Koorschool neer; wel bleef hij tot eind 2020 dirigent van het Kathedrale Koor Utrecht. In 2020 nam hij afscheid van het Kathedrale Koor Utrecht en werd daar opgevolgd door Hester Westra. Beemster werd op 29 november 2020 door locoburgemeester Anke Klein benoemd tot Ridder in de Orde van Oranje Nassau.
Hij is momenteel nog actief als dirigent van het projectkoor ‘Convocati’ en het Amersfoorts Vocaal Ensemble.